# سن-آپولینر، کبک
سن-آپولینر (به فرانسوی: Saint-Apollinaire) شهری در منطقه شهری لوتبینییر ناحیه شودییر-آپالاش در استان کبک کانادا است. در سرشماری سال ۲۰۱۱ این شهر ۴٬۳۷۵ نفر جمعیت داشته‌است و مساحت آن ۹۶٫۶۳ کیلومتر مربع است.